# Erbreichsplan Heinrichs VI.
Als Erbreichsplan wird der Plan des Stauferkaisers Heinrich VI. bezeichnet, innerhalb des Heiligen Römischen Reiches im deutschen Königreich die Erbmonarchie „wie in Frankreich“ (Annalen von Marbach zum Jahr 1196) einzuführen. Dieser Plan sei „unerhört“ (ebenda) gewesen, da er das Königswahlrecht der Großen des Reichs beseitigt hätte. Die Quellenlage zu diesem bedeutenden Projekt einer Verfassungsreform ist allerdings spärlich, die zuverlässigsten Quellen hierzu sind die Marbacher Annalen und die Reinhardsbrunner Chronik.
Den Chronisten nach gewann Heinrich auf dem Reichstag in Würzburg Ende März/Anfang April 1196 die Mehrheit der deutschen Fürsten für seinen Plan, allerdings nur mit Versprechungen, durch Überreden und mit Drohungen. Dabei handelte es sich um ein klassisches Kompensationsgeschäft: Für den Verzicht auf das Königswahlrecht versprach der Kaiser den weltlichen Fürsten als Gegenleistung die Erblichkeit ihrer Reichslehen in männlicher wie weiblicher Linie zu gewähren. Für den Fall, dass ihre Hauptlinie aussterben könnte, wurde ihnen zudem das Recht eingeräumt, einen Erbnachfolger zu benennen. Den geistlichen Fürsten versprach er den Verzicht auf das Spolienrecht, also das Recht der Krone, nach dem Tod eines Prälaten während der Sedisvakanz des geistlichen Amtes über die entsprechenden Einnahmen aus dem jeweiligen Besitz verfügen zu können.
Infolge des Erbreichsplans wurde die Erbmonarchie im deutschen Königreich zunächst tatsächlich eingeführt, jedoch widerriefen zahlreiche Fürsten ihre Zusage bald darauf mit der Begründung, sie seien unter Druck gesetzt worden. Tatsächlich waren es die Fürsten, die den Kaiser unter Druck setzen konnten, weil Heinrich VI. für den von ihm dem Papst versprochenen Kreuzzug zur Rückeroberung Jerusalems auf die Unterstützung der deutschen Fürsten angewiesen war. Da er selbst nicht ins Heilige Land ziehen wollte, ohne dass seine Nachfolge zuvor verbindlich geregelt worden war, war der Kaiser mit einer Rücknahme des Erbreichsprojekts einverstanden, wenn die Fürsten ihrerseits bereit wären, seinen Sohn, den späteren Kaiser Friedrich II., zu seinem Nachfolger als römisch-deutscher König zu wählen. Dies sagten die Fürsten zu, und so verzichtete der Herrscher auf sein Maximalziel, um den mit großem Engagement betriebenen Kreuzzug nicht zu gefährden.
Anders als in der älteren Forschung behauptet, spielte das Erbreichsprojekt in den Verhandlungen des Kaisers mit Papst Coelestin III. um die Anerkennung der staufischen Herrschaft im Königreich Sizilien anscheinend keine Rolle. Dies könnte stimmen, weil der Papst, anders als in seinem Lehensreich Sizilien, keinen Einfluss auf die Rechtsverhältnisse innerhalb des deutschen Königreiches nehmen konnte. Durch die im Dezember 1196 erfolgte Wahl des damals erst zweijährigen Sohnes Friedrich zum römisch-deutschen König war immerhin noch vor Beginn des Kreuzzugs die wichtige Nachfolgefrage im Reich geregelt worden. Mit dem Tod des Kaisers am 28. September 1197
kam es zum Deutschen Thronstreit, insbesondere zur Doppelwahl von 1198. Damit war auch die Chance eines neuerlichen Versuchs der Einführung der Erbmonarchie in Deutschland durch Heinrich VI. endgültig dahin.
Der Erfolg dieses Planes wäre von äußerster verfassungspolitischer Bedeutung gewesen, da er den Niedergang des Staufergeschlechtes und damit das Interregnum und die Bildung des Kurfürstenkollegs hätte verhindern können. So jedoch kam es im Reich zu keiner Stabilisierung der Zentralmacht, anders als beispielsweise in den Königreichen England und Frankreich.